# Perica Ognjenović
Perica Ognjenović (szerbül: Бранко Брновић, Smederevska Palanka, 1977. február 24. –) szerb válogatott labdarúgó.
A jugoszláv válogatott tagjaként részt vett az 1998-as világbajnokságon.

## Sikerei, díjai
- Red Star
  - Jugoszláv bajnok: 1994-95
  - Jugoszláv kupa: 1995, 1996, 1997
- Real Madrid
  - UEFA-bajnokok ligája: 1999-2000
- Dinamo Kijiv
  - Ukrán bajnok: 2003-04